# Pimpla tomyris
Pimpla tomyris är en stekelart som beskrevs av Carlos Schrottky 1902. Pimpla tomyris ingår i släktet Pimpla och familjen brokparasitsteklar. Inga underarter finns listade i Catalogue of Life.